# Lijst van personen overleden in maart 2019
Dit is een lijst van bekende personen die zijn overleden in maart 2019.

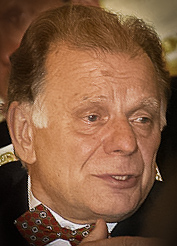
Zjores Ivanovitsj Alferov
1 maart

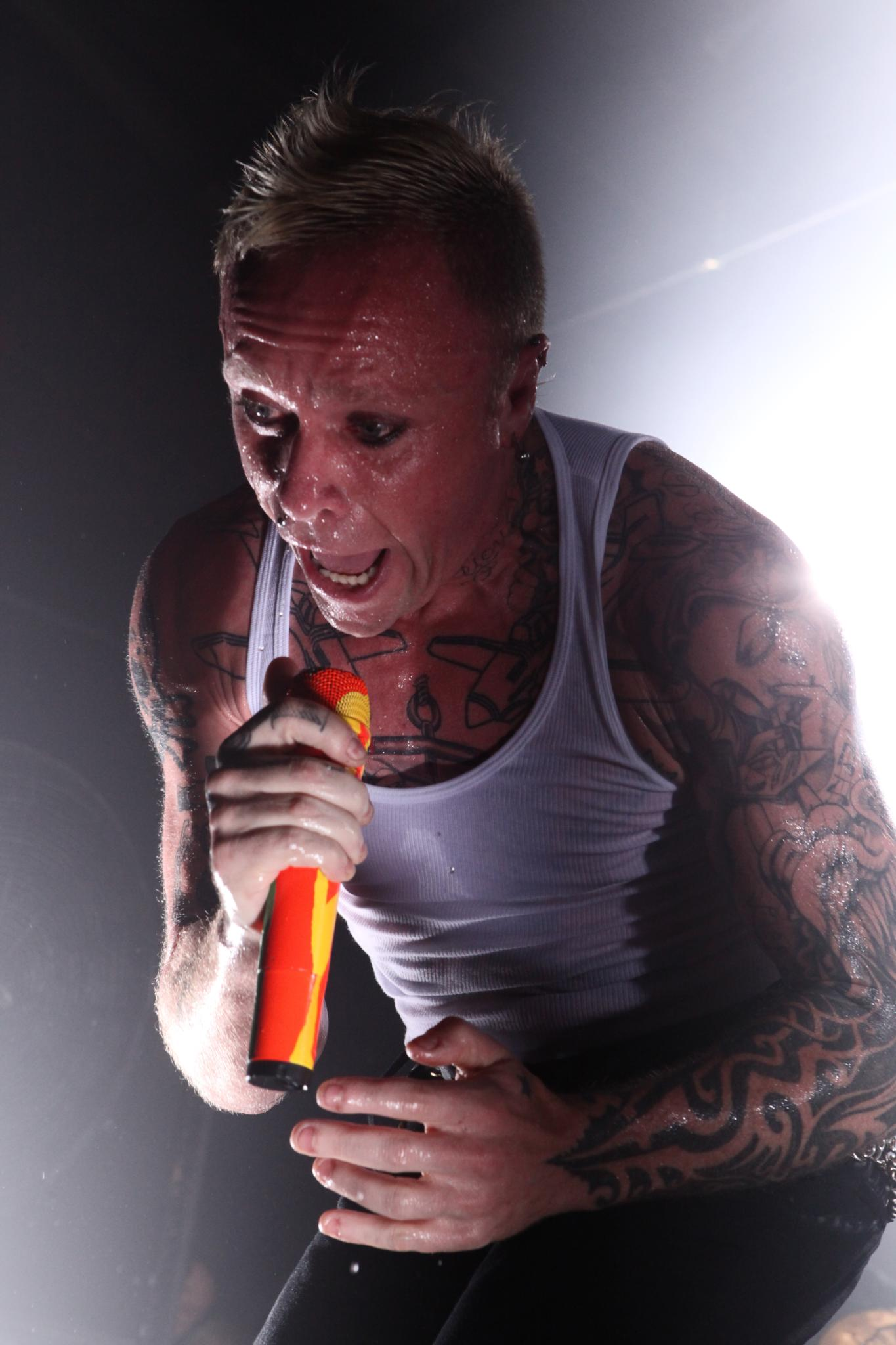
Keith Flint
4 maart

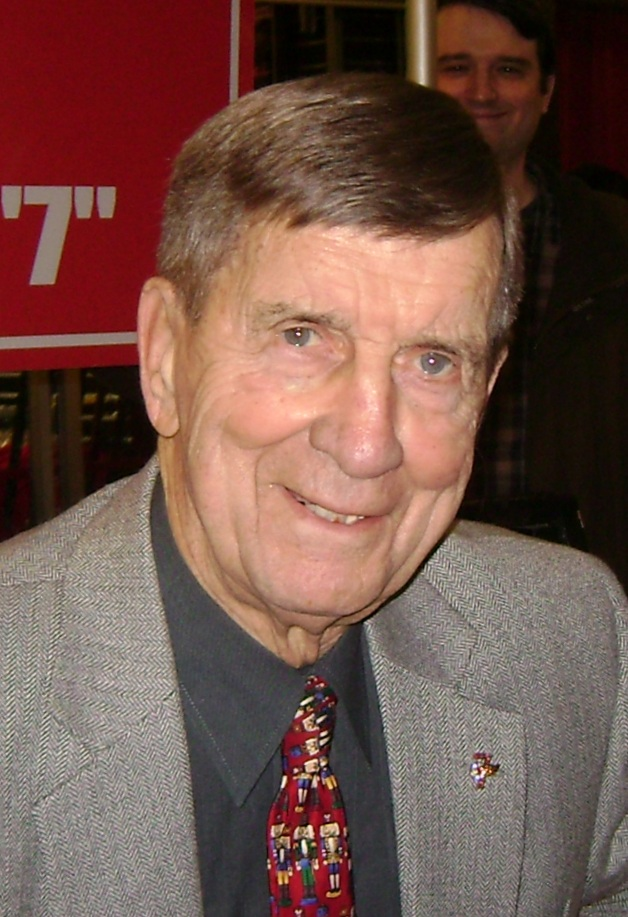
Ted Lindsay
4 maart

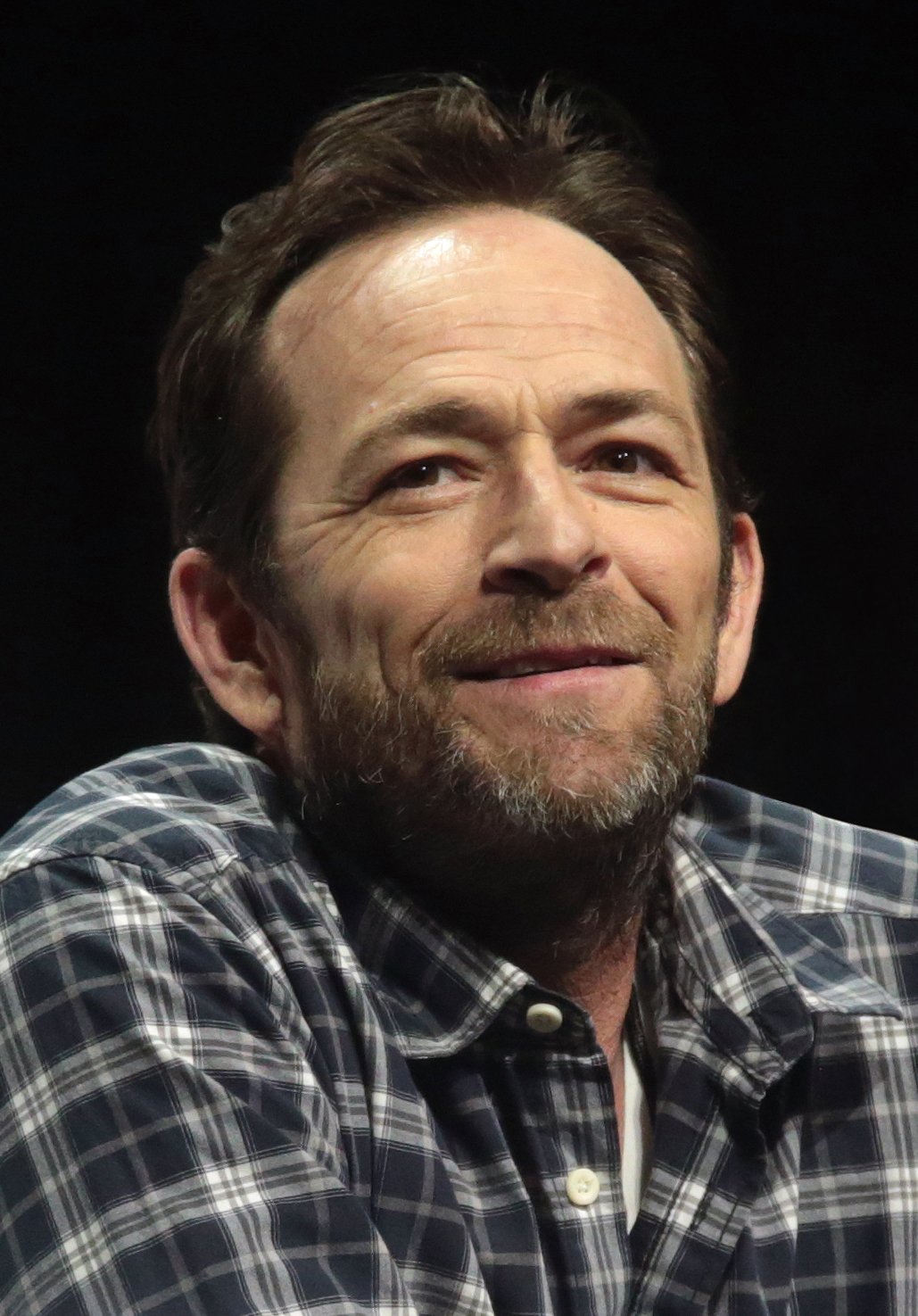
Luke Perry
4 maart

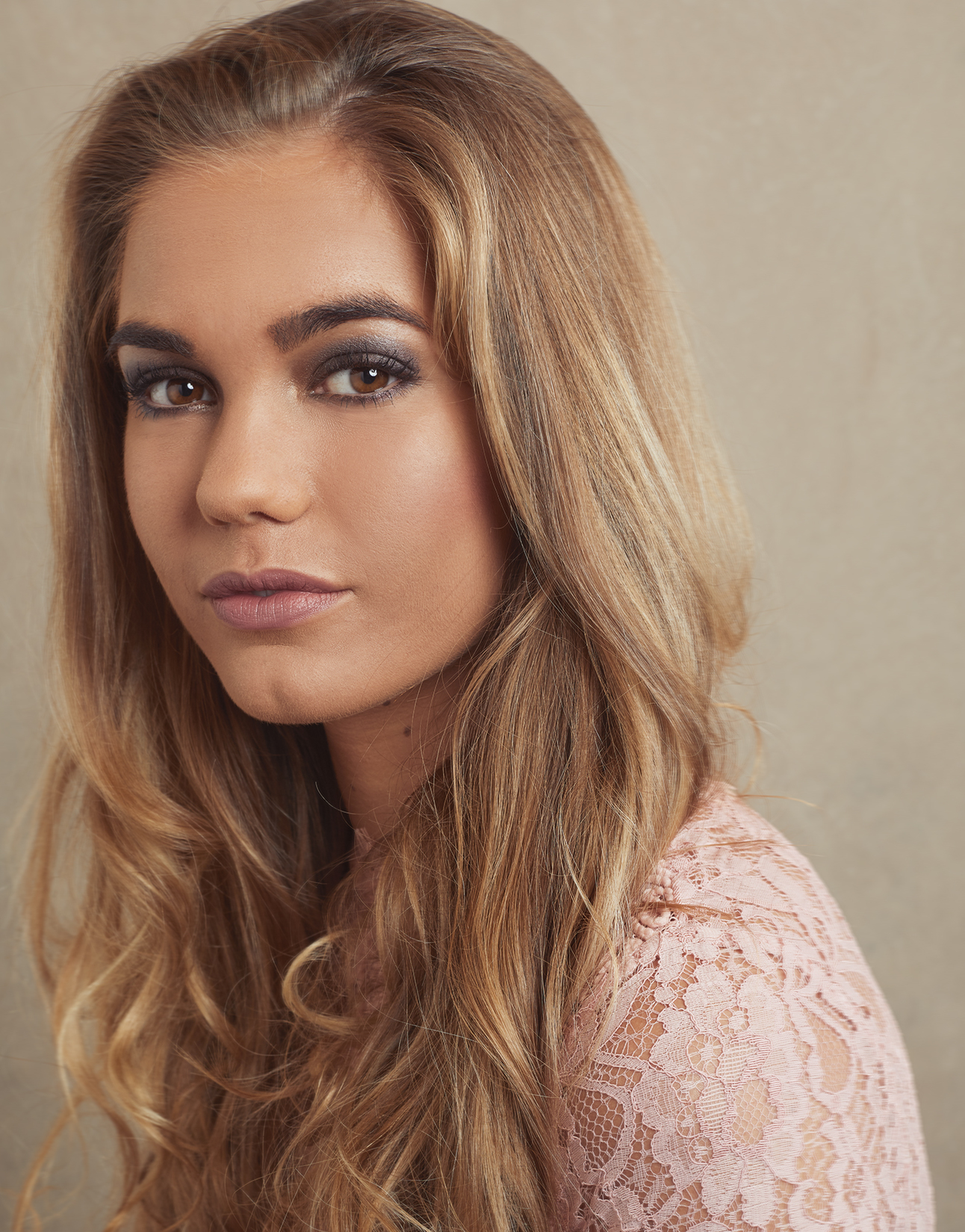
Lotte van der Zee
6 maart

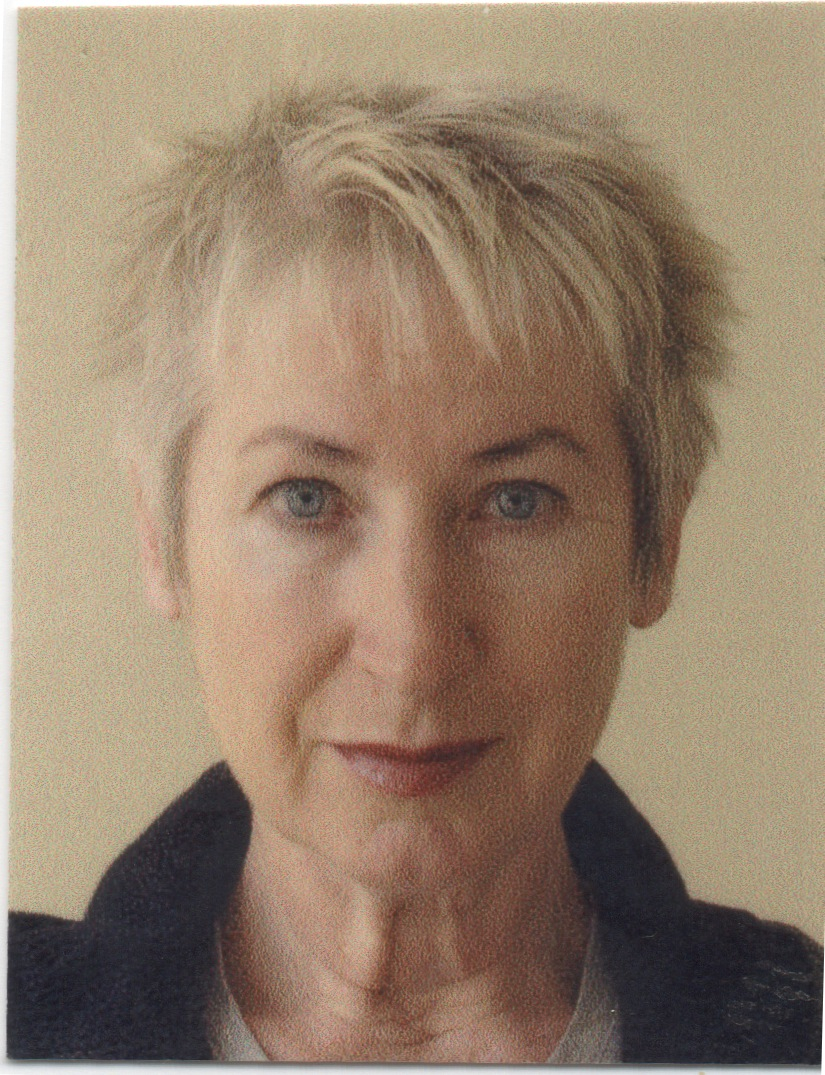
Janine van Elzakker
11 maart

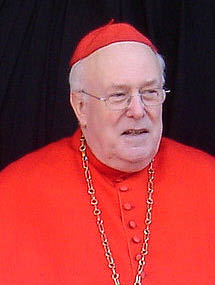
Godfried Danneels
14 maart

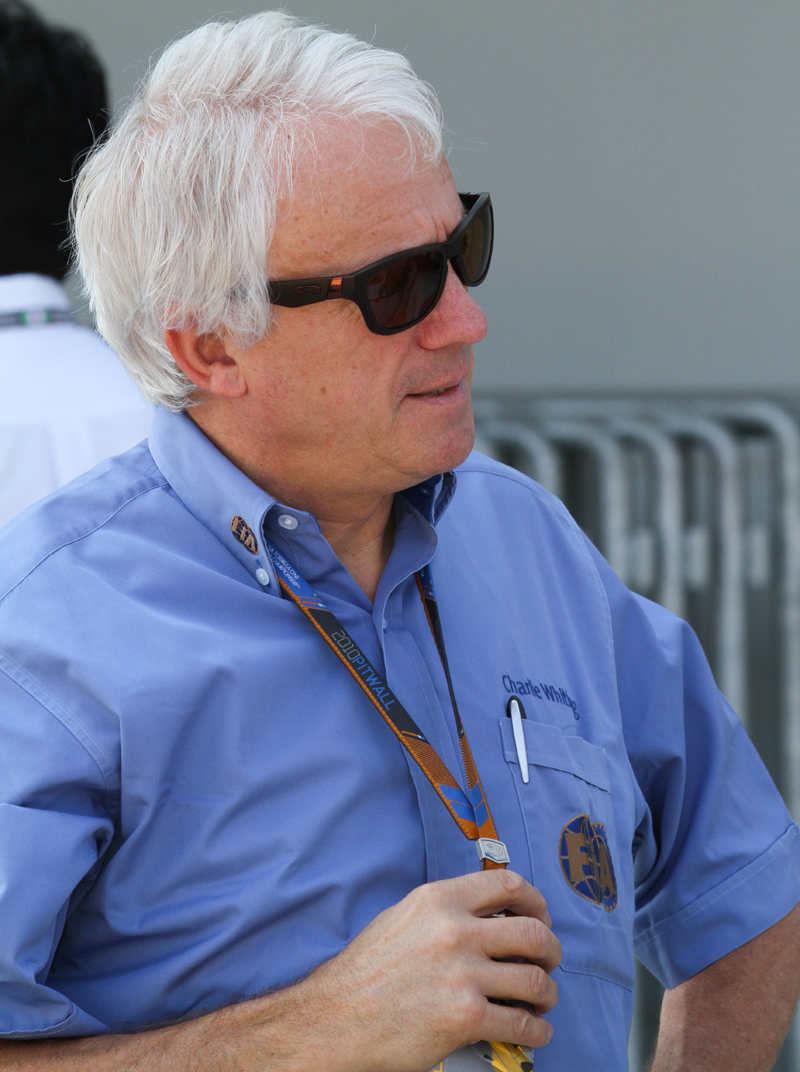
Charlie Whiting
14 maart

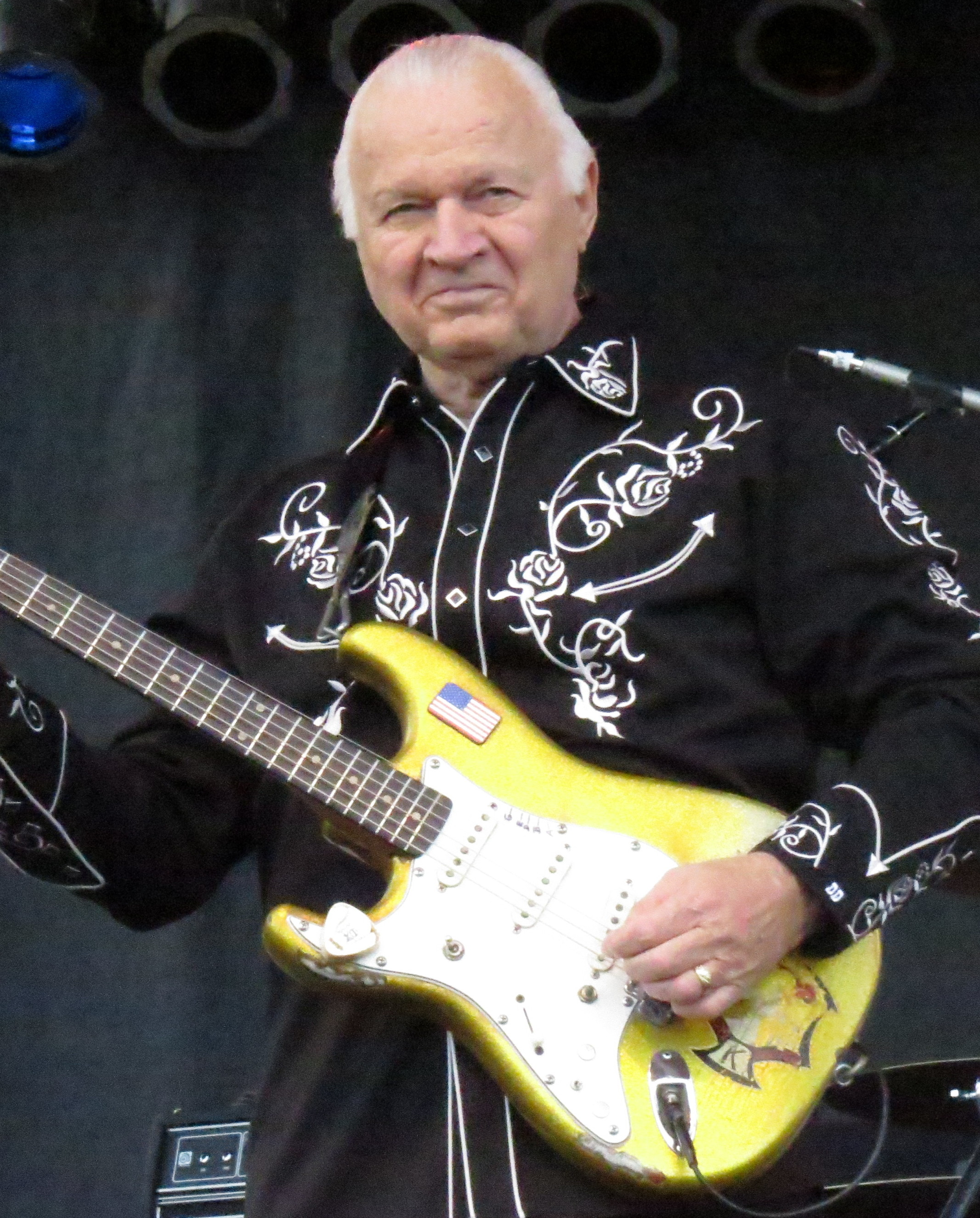
Dick Dale
16 maart

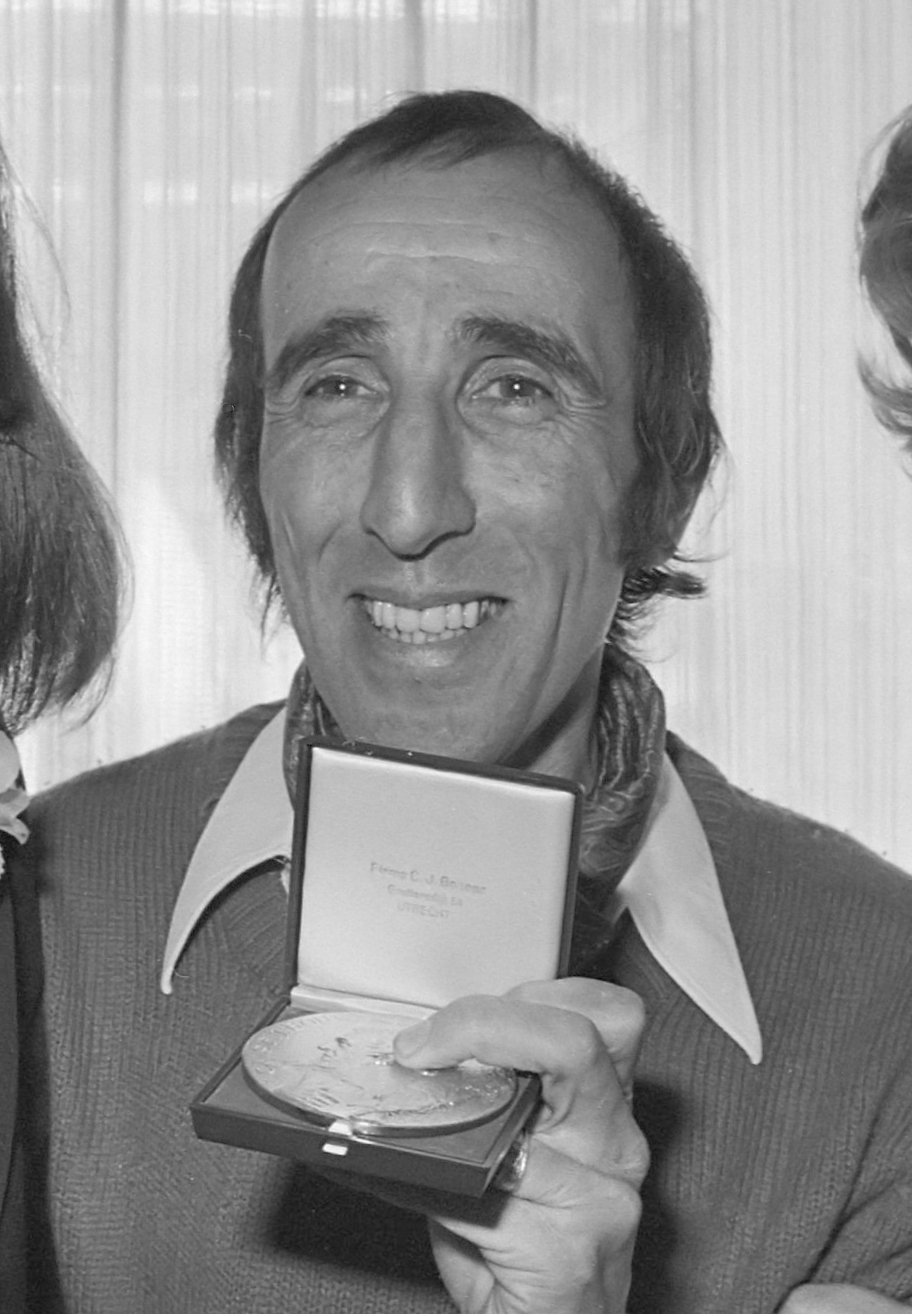
Peter van der Linden
20 maart

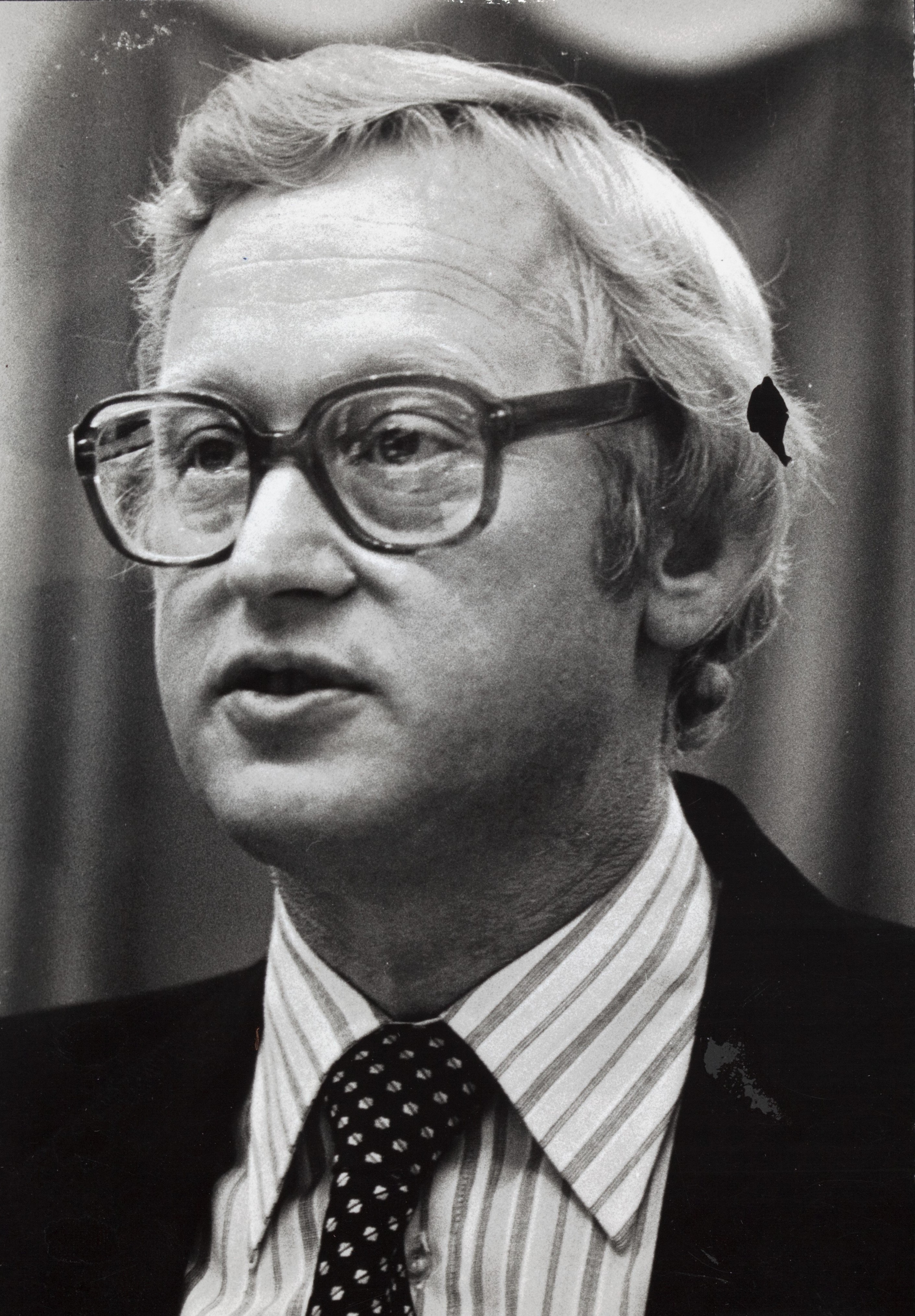
Frans Andriessen
22 maart

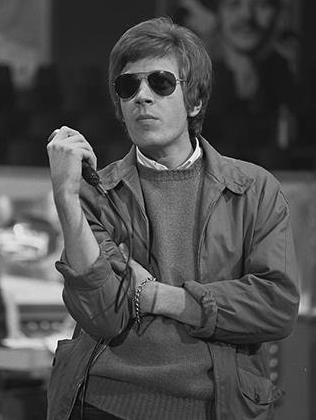
Scott Walker
22 maart

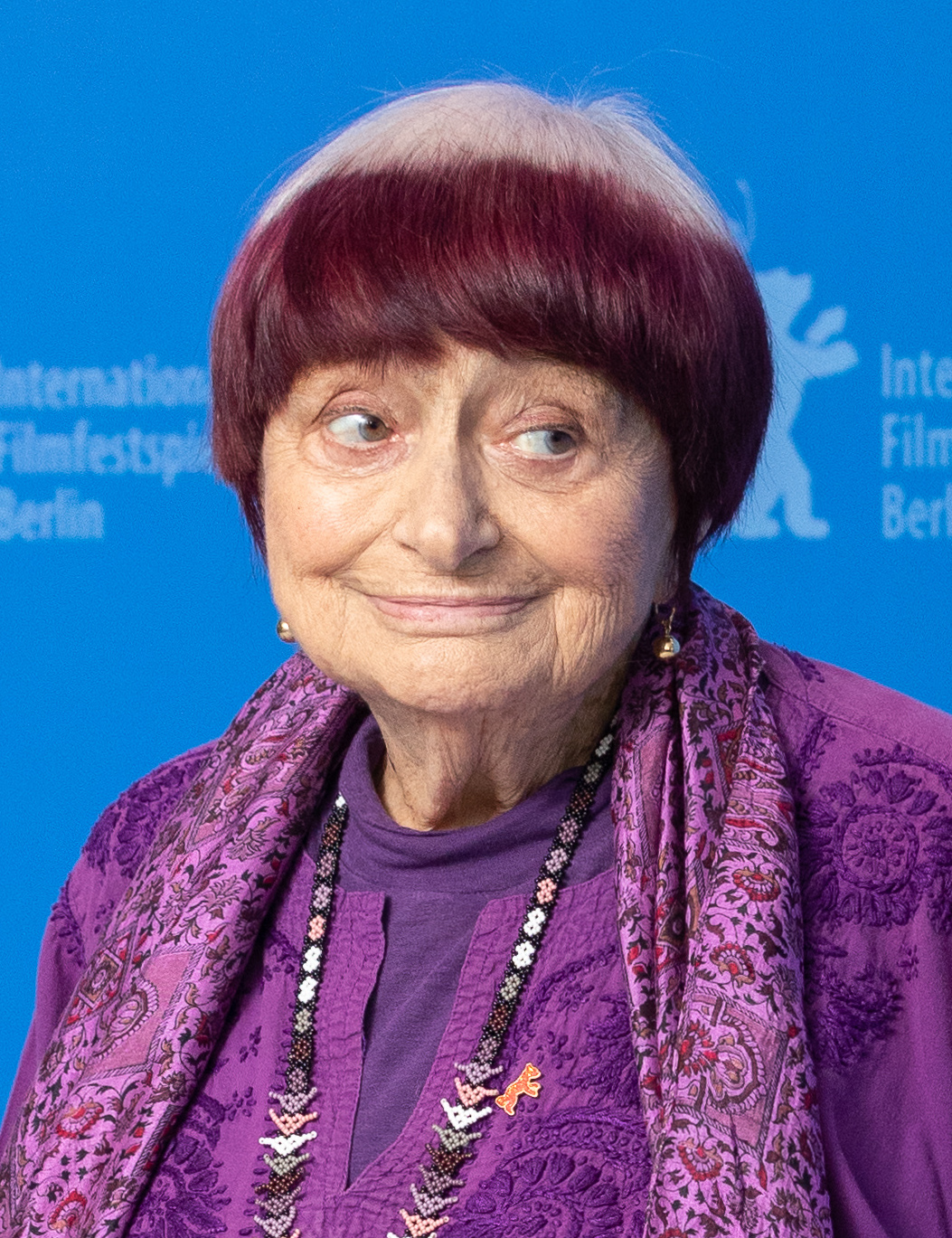
Agnès Varda
29 maart

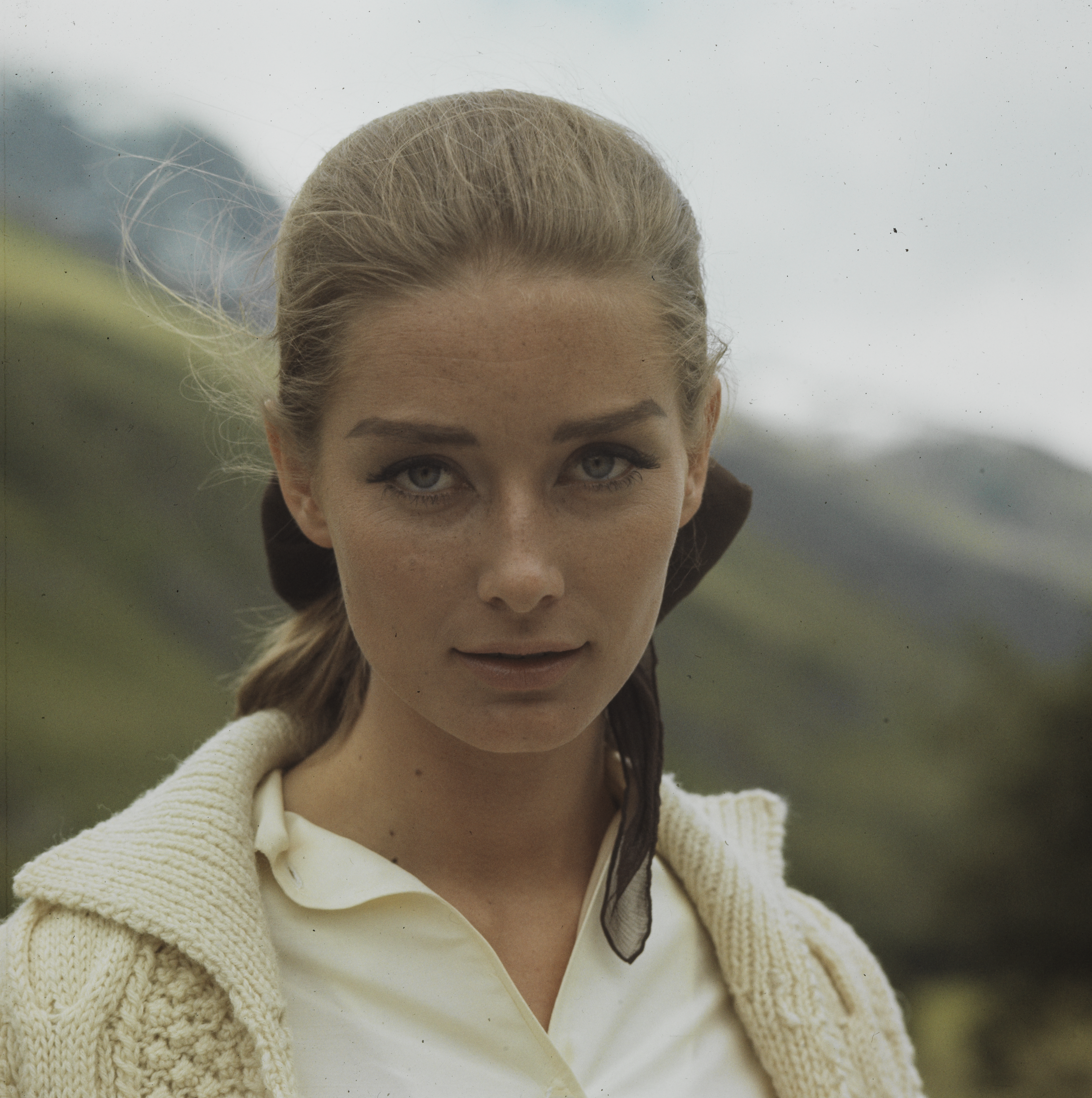
Tania Mallet
30 maart

| 1 | 2 | 3 | 4 | 5 | 6 | 7 | 8 | 9 | 10 | 11 | 12 | 13 | 14 | 15 | 16 | 17 | 18 | 19 | 20 | 21 | 22 | 23 | 24 | 25 | 26 | 27 | 28 | 29 | 30 | 31 |
| - | - | - | - | - | - | - | - | - | -- | -- | -- | -- | -- | -- | -- | -- | -- | -- | -- | -- | -- | -- | -- | -- | -- | -- | -- | -- | -- | -- |

### 1 maart
- Zjores Alferov (88), Russisch natuurkundige[1]
- Zeno Melchior Deurvorst (90), Nederlands burgemeester[2]
- Stephan Ellis (69), Brits basgitarist[3]
- Peter van Gestel (81), Nederlands schrijver[4]
- Ludo Loos (64), Belgisch wielrenner[5]
- Eusebio Pedroza (65), Panamees bokser[6]
- Kevin Roche (96), Iers architect[7]
- Paul Williams (78), Brits zanger en bassist[8]

### 2 maart
- Arnulf Baring (86), Duits politiek wetenschapper, auteur, advocaat en historicus[9]

### 3 maart
- Peter Hurford (88), Brits organist en componist[10]

### 4 maart
- King Kong Bundy (61), Amerikaans worstelaar en acteur[11]
- Eric Caldow (84), Schots voetballer[12]
- Keith Flint (49), Brits musicus (lichaam aangetroffen op deze datum)[13]
- Klaus Kinkel (82), Duits politicus[14]
- Ted Lindsay (93), Canadees ijshockey-speler[15]
- Luke Perry (52), Amerikaans acteur[16]

### 5 maart
- Jacques Loussier (84), Frans componist en pianist[17]

### 6 maart
- Andrej Anoefriejenko (48), Russisch schaatser[18]
- Magenta Devine (61), Brits journalist en televisiepresentatrice[19]
- Guillaume Faye (69), Frans journalist en schrijver[20]
- José Pedro Pérez-Llorca (78), Spaans politicus en advocaat[21]
- Daniel Rudisha (73), Keniaans atleet[22]
- Carolee Schneemann (79), Amerikaans kunstenaar[23]
- Lotte van der Zee (20), Nederlands model[24]

### 7 maart
- Johnny Brittain (87), Brits motorcoureur[25]
- Rosto (50), Nederlands kunstenaar en regisseur[26]
- Sidney Sheinberg (84), Amerikaans mediaondernemer[27]
- Anne Troelstra (79), Nederlands wiskundige[28]

### 8 maart
- Marshall Brodien (84), Amerikaans goochelaar en acteur[29]
- Kelly Catlin (23), Amerikaans wielrenster[30]
- Michael Gielen (91), Oostenrijks dirigent[31]
- George Morfogen (85), Amerikaans acteur en filmproducent[32]
- George van Rosmalen (93), Nederlands voetballer[33]

### 9 maart
- Sveinung Aarnseth (85), Noors voetballer[34]
- Jed Allan (84), Amerikaans acteur[35]

### 10 maart
- Hans Couzy (78), Nederlands militair bevelhebber[36]
- Josef Feistmantl (80), Oostenrijks rodelaar[37]
- Swip Stolk (75), Nederlands ontwerper[38]

### 11 maart
- Thijs Bennink (80), Nederlands politicus en bestuurder[39]
- Hal Blaine (90), Amerikaans drummer[40]
- Dzjemal Cherchadze (74), Sovjet-Russisch voetballer[41]
- Martín Chirino (94), Spaans beeldhouwer[42]
- Janine van Elzakker (73), Nederlands stemactrice en zangeres[43]
- Piet Strolenberg (91), Nederlands voetballer[44]
- Antônio Wilson Vieira Honório (75), Braziliaans voetballer en trainer[45]

### 12 maart
- John Richardson (95), Brits kunsthistoricus[46]

### 13 maart
- Frank Cali (53), Amerikaans maffiabaas[47]
- Joseph Hanson Kwabena Nketia (97), Ghanees etnomusicoloog en componist[48]

### 14 maart
- Godfried Danneels (85), Belgisch kardinaal en aartsbisschop[49]
- Charlie Whiting (66), Brits motorsportdirecteur[50]
- Kurt Armbruster (84), Zwitsers voetballer[51]

### 15 maart
- Tone Brulin (92), Belgisch toneelschrijver en regisseur[52]
- Okwui Enwezor (55), Nigeriaans-Amerikaans dichter, conservator en kunsthistoricus[53]
- Patty Klein (73), Nederlands stripauteur en dichteres[54]
- W.S. Merwin (91), Amerikaans dichter[55]
- Dominique Noguez (76), Frans schrijver[56]
- Toby Vos (100), Nederlands striptekenares[57]

### 16 maart
- Dick Dale (81), Amerikaans  gitarist[58]
- Richard Erdman (93), Amerikaans acteur en regisseur[59]
- Jacques Gubbels (98), Nederlands burgemeester[60]
- Gilbert Hottois (72), Belgisch filosoof[61]
- Yann-Fañch Kemener (61), Frans zanger en ethnomusicoloog[62]
- Alan Krueger (58), Amerikaans econoom[63]
- Joelia Natsjalova (38), Russisch zangeres, actrice en televisiepresentator[64]

### 17 maart
- Ulf Bengtsson (59), Zweeds tafeltennisser[65]
- Wolfgang Meyer (64), Duits klarinettist[66]
- Yuya Uchida (79), Japans zanger[67]
- Andre Williams (82), Amerikaans zanger en muziekproducent[68]

### 18 maart
- John Carl Buechler (66), Amerikaans kunstenaar en regisseur[69]
- Louise Erickson (91), Amerikaans actrice[70]
- Kenneth To (26), Hongkongs-Australisch zwemmer[71]

### 19 maart
- Marlen Choetsjev (93), Russisch filmregisseur[72]

### 20 maart
- Anatoli Adoskin (91), Russisch acteur[73]
- Peter van der Linden (95), Nederlands acteur en verhalenverteller[74]

### 21 maart
- Marcel  Detienne (83), Belgisch historicus[75]
- Pieter Spierenburg (70), Nederlands historicus[76]
- Pjotr Zajtsjenko (75), Russisch film- en theateracteur[77]

### 22 maart
- Frans Andriessen (89), Nederlands politicus[78]
- June Harding (81), Amerikaans actrice[79]
- Scott Walker (76), Amerikaans zanger[80]

### 23 maart
- Larry Cohen (77), Amerikaans filmregisseur en -schrijver[81]
- Denise DuBarry (63), Amerikaans actrice[82]
- Rafi Eitan (92), Israëlisch geheim agent[83]
- Robert Janssen (87), Nederlands boeddhist en psycholoog[84]
- Lina Tsjerjazova (50), Oezbeeks freestyleskiester[85]

### 24 maart
- Nancy Gates (93), Amerikaans actrice[86]
- Michael Lynne (77), Amerikaans filmproducent[87]
- Herman Morsink (77), Nederlands voetballer[88]
- Joseph Pilato (70), Amerikaans acteur[89]

### 25 maart
- Lyle Tuttle (87), Amerikaans tattoo kunstenaar[90]

### 26 maart
- Hans Eschbach (70), Nederlands predikant[91]
- Miklós Martin (87), Hongaars waterpolospeler[92]
- Ranking Roger (56), Brits zanger en muzikant[93]

### 27 maart
- Valeri Bykovski (84), Russisch astronaut[94]
- Leon van Halder (64), Nederlands ambtenaar en bestuurder[95]
- Hans Simons (71), Nederlands politicus[96]

### 28 maart
- Vladimir Basalajev (73), Russisch voetballer[97]

### 29 maart
- Ann Coopman (57), Belgisch politica[98]
- Shane Rimmer (89), Canadees acteur[99]
- Agnès Varda (90), Frans filmregisseur[100]

### 30 maart
- Paloma Cela (76), Spaans actrice[101]
- Hendrik Laridon (84), Belgisch politicus[102]
- Tania Mallet (77), Brits model en actrice[103]

### 31 maart
- Nipsey Hussle (33), Amerikaans rapper[104]
- Kees van Maasdam (90), Nederlands radio- en televisieproducent[105]

januari ·
februari ·
maart ·
april ·
mei ·
juni ·
juli ·
augustus ·
september ·
oktober ·
november ·
december
1900 ·
1901 ·
1902 ·
1903 ·
1904 ·
1905 ·
1906 ·
1907 ·
1908 ·
1909 ·
1910 ·
1911 ·
1912 ·
1913 ·
1914 ·
1915 ·
1916 ·
1917 ·
1918 ·
1919 ·
1920 ·
1921 ·
1922 ·
1923 ·
1924 ·
1925 ·
1926 ·
1927 ·
1928 ·
1929 ·
1930 ·
1931 ·
1932 ·
1933 ·
1934 ·
1935 ·
1936 ·
1937 ·
1938 ·
1939 ·
1940 ·
1941 ·
1942 ·
1943 ·
1944 ·
1945 ·
1946 ·
1947 ·
1948 ·
1949 ·
1950 ·
1951 ·
1952 ·
1953 ·
1954 ·
1955 ·
1956 ·
1957 ·
1958 ·
1959 ·
1960 ·
1961 ·
1962 ·
1963 ·
1964 ·
1965 ·
1966 ·
1967 ·
1968 ·
1969 ·
1970 ·
1971 ·
1972 ·
1973 ·
1974 ·
1975 ·
1976 ·
1977 ·
1978 ·
1979 ·
1980 ·
1981 ·
1982 ·
1983 ·
1984 ·
1985 ·
1986 ·
1987 ·
1988 ·
1989 ·
1990 ·
1991 ·
1992 ·
1993 ·
1994 ·
1995 ·
1996 ·
1997 ·
1998 ·
1999 ·
2000 ·
2001 ·
2002 ·
2003 ·
2004 ·
2005 ·
2006 ·
2007 ·
2008 ·
2009 ·
2010 ·
2011 ·
2012 ·
2013 ·
2014 ·
2015 ·
2016 ·
2017 ·
2018 ·
2019 ·
2020 ·
2021 ·
2022 ·
2023 ·
2024 ·
2025